# Jasenevo
Jasenevo (Russisch: Ясенево, uitspraakⓘ) is een station aan de Kaloezjsko-Rizjskaja-lijn van de Moskouse metro.
Het ondiep gelegen zuilenstation met eilandperron werd geopend op 7 januari 1990 als onderdeel van het zuidelijkste stuk van de  Kaloezjsko-Rizjskaja-lijn.  Het station is ontworpen door de architecten N.I. Sjoemakov, G.S. Moen en N.V. Sjoergina en is een variant op het standaardontwerp uit 1960.  De kolommen staan in twee rijen van 26 met een onderlinge afstand van 6,5 meter en zijn afgewerkt met groen marmer. De tunnelwanden zijn bekleed met geelgroene cermet panelen in plaats van tegels zoals in het standaardontwerp, het perron zelf bestaat uit grijs graniet. In afwijking van het standaardontwerp wordt de verlichting verzorgd door armaturen met vier lampen die in ovaalvormige openingen in het plafond zijn opgehangen. Het station kent geen bovengronds toegangsgebouw, maar kent aan beide uiteinden van het perron een ondergrondse verdeelhal die via voetgangerstunnels zijn verbonden met toegangen aan weerszijden van de  Novojasenevski Prospekt. De westelijke tunnel heeft de toegangen langs de Taroeskaja Oelitsa, terwijl de oostelijke toegangen heeft bij het Kim Philbyplein en de Jasnogorskaja Oelitsa. In maart 2002 werden 68.900 reizigers geteld.   

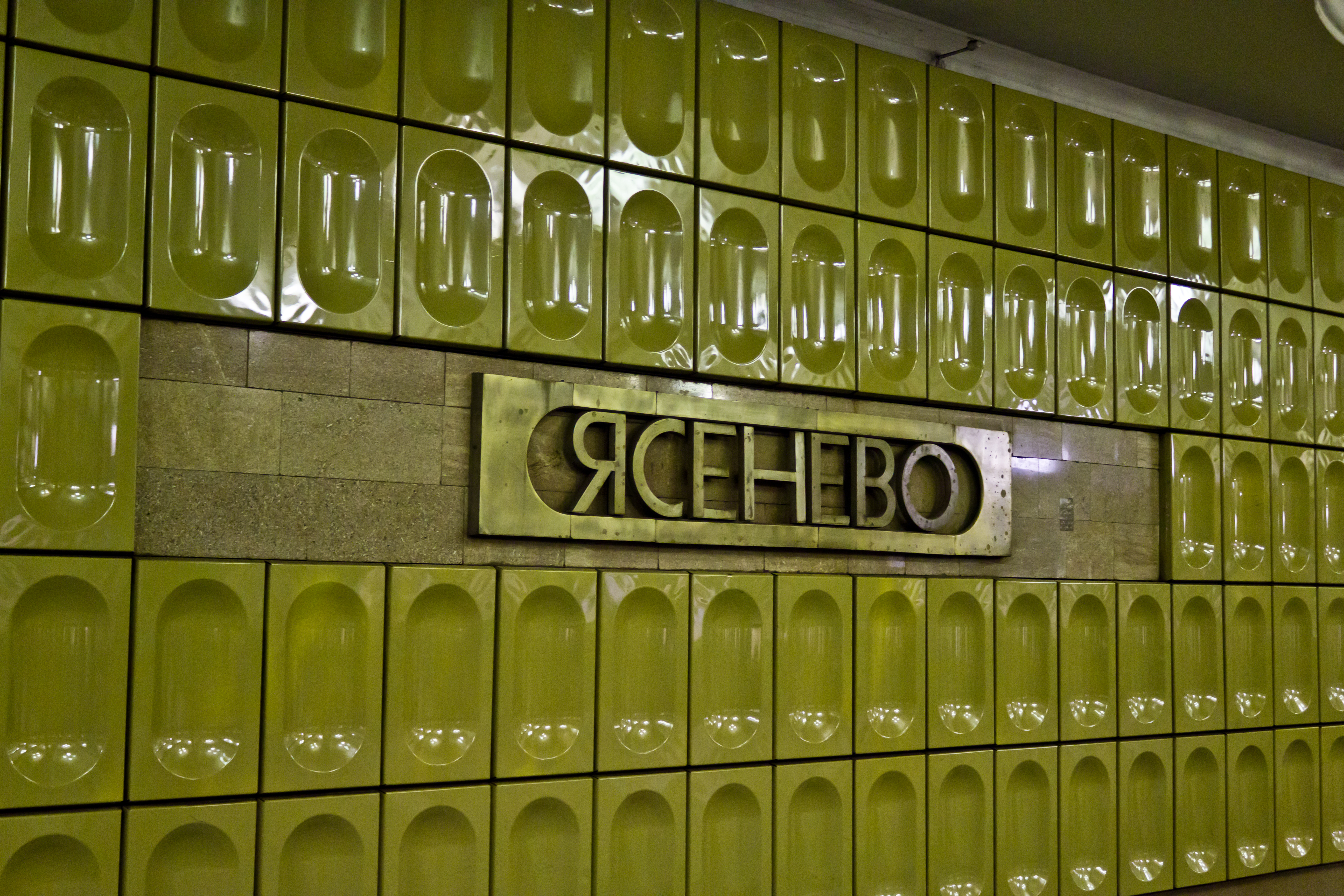
De stationsnaam op de tunnelwand
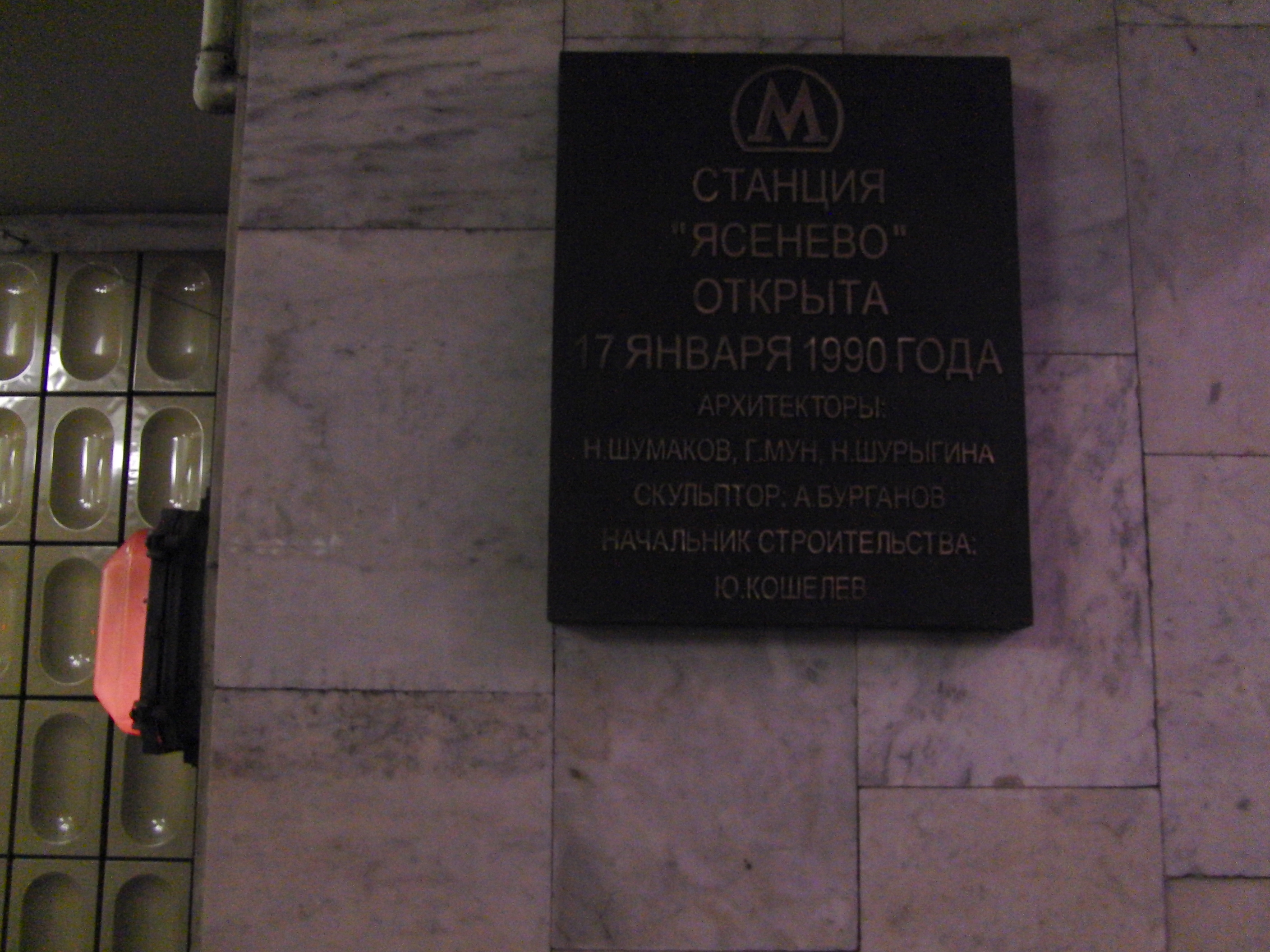
Het officiële naambord
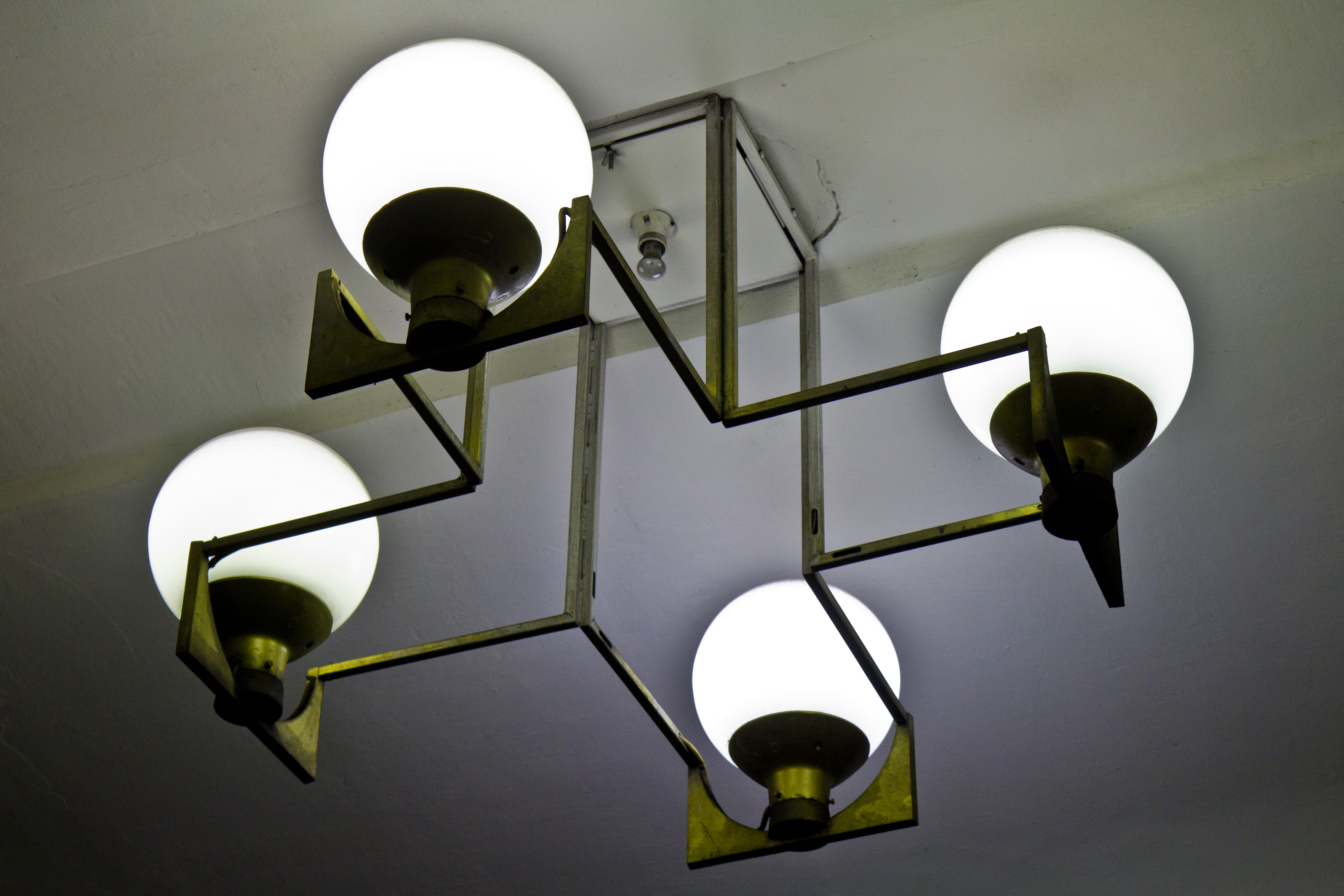
De verlichting van het station